# 地域医療機能推進機構群馬中央病院
地域医療機能推進機構群馬中央病院（ちいきいりょうきのうすいしんきこうぐんまちゅうおうびょういん）は、群馬県前橋市にある医療機関である。
地域医療機能推進機構が運営する病院の一つである。地域医療支援病院の承認を受けるほか、地域周産期母子医療センターなどの指定を受ける。通称JCHO群馬中央病院（ジェイコーぐんまちゅうおうびょういん）。

## 沿革
- 1950年（昭和25年）4月 - 厚生病院を国が買収、社会保険群馬中央病院として発足させる。
- 1957年（昭和32年）12月 - 社会保険群馬中央総合病院に改称。
- 1958年（昭和33年）9月 - 社団法人全国社会保険協会連合会に経営を移管。

## 診療科
- 内科
- 神経内科
- 呼吸器科
- 消化器内科
- 循環器内科
- 病理診断科
- 小児科
- 外科
- 消化器外科
- 整形外科
- 皮膚科
- 泌尿器科
- 産婦人科
- 眼科
- 耳鼻咽喉科
- 放射線科
- 歯科
- 麻酔科
- 和漢診療科

専門外来
- 内科
  - 循環器内科専門外来
  - 神経内科専門外来
  - 呼吸器内科専門外来
  - 糖尿病専門外来
  - 禁煙外来

- 和漢診療科 
  - リウマチ専門外来

- 小児科
  - 神経発達外来
  - 心臓専門外来
  - 腎臓専門外来
  - 喘息・アレルギー外来
  - 乳児健診
  - 予防接種

- 外科
  - 乳腺専門外来
  - 大腸肛門専門外来
  - ESD内視鏡治療外来

- 消化器科
  - 大腸専門外来
  - 肝臓専門外来

- 産婦人科
  - ハイリスク妊婦外来
  - 不妊外来
  - 助産師外来

診療施設（センター）
- 周産期母子医療センター
- 消化器・肛門疾患センター
- リハビリセンター
- 健康管理センター
- 内視鏡検査室

診療協力部門
- 看護局
- 薬剤部
- 放射線部
- 栄養サポートチーム
- 医療安全対策部
- 治験管理室
- リハビリテーション部
- 感染対策室
- 臨床検査部
- 栄養課

併設施設
- サンビューぐんま

## 医療機関の指定等
- 保険医療機関
- 労災保険指定医療機関
- 指定自立支援医療機関（更生医療・育成医療・精神通院医療）
- 身体障害者福祉法指定医配置医療機関
- 生活保護法指定医療機関
- 結核指定医療機関
- 指定養育医療機関
- 戦傷病者特別援護法指定医療機関
- 原子爆弾被害者一般疾病医療取扱医療機関
- 母体保護法指定医の配置されている医療機関
- 救急告示医療機関
- 地域医療支援病院
- 臨床研修指定病院
- 特定疾患治療研究事業委託医療機関
- DPC対象病院
- 小児慢性特定疾患治療研究事業委託医療機関
- 地域周産期母子医療センター
- 群馬県がん診療連携推進病院
- 群馬県エイズ診療協力病院
- 群馬県肝疾患専門医療機関

## 交通アクセス
- JR東日本両毛線前橋駅より群馬バス・群馬中央バス高崎駅行で中央病院入口下車、徒歩1分。
- JR東日本上越線新前橋駅より群馬バス・群馬中央バス前橋行で中央病院入口下車、徒歩1分。
- 関越自動車道前橋インターチェンジ、渋川新潟方面出口、国道17号約10分。